# Erik Johan Rudberg
Erik Johan Rudberg (i riksdagen kallad Rudberg i Halltorp), född 5 juni 1821 i Isgärde, Glömminge socken, Kalmar län, död 5 februari 1899 i Halltorp, Högsrums församling, Kalmar län, var en svensk lantbrukare och politiker (i riksdag, kommun och landsting). 
Rudberg var verksam som lantbrukare i Halltorp cirka 10 km söder om Borgholm på Öland. 
I riksdagen företrädde Rudberg bondeståndet i Ölands södra mot av Kalmar län vid ståndsriksdagen 1853–1854, Ölands norra och södra mot vid ståndsriksdagen 1856–1858, Ölands norra mot vid ståndsriksdagen 1862–1863 samt Ölands norra och södra mot vid ståndsriksdagen 1865–1866.
Efter tvåkammarriksdagens införande var Rudberg ledamot av riksdagens andra kammare 1867–1869, invald av Ölands domsagas valkrets.